# Ternana Calcio 2018-2019
Questa voce raccoglie le informazioni riguardanti la Ternana Calcio nelle competizioni ufficiali della stagione 2018-2019.

## Stagione
Nella stagione 2018-2019 la Ternana disputa il girone B della Serie C, raccoglie 44 punti con l'undicesimo posto finale. Retrocessa la Ternana viene affidata a Luigi De Canio per tentare l'immediato ritorno in Serie B, parte con il piede giusto, al termine del girone di andata è seconda alle spalle del Pordenone, poi si sfalda, a fine gennaio il tecnico viene sostituito da Alessandro Calori senza ottenere risultati, allora si passa il timone a Fabio Gallo ma non si riesce a prendere l'ultimo vagone dei Play-off, per tre punti. Miglior realizzatore dei rossoverdi Guido Marilungo con 10 reti. La Ternana partecipa alla Coppa Italia Tim Cup nel primo turno pareggia (1-1) con il Pontedera poi supera il turno (4-2) ai calci di rigore, nel secondo turno sbanca Carpi (0-2), nel terzo turno perde malamente (5-1) a Reggio Emilia contro il Sassuolo. Nella Coppa Italia di Serie C esce nei sedicesimi di finale, sconfitta (2-1) a Viterbo.

## Divise e sponsor
Lo sponsor tecnico per la stagione 2018-2019 è Macron e lo sponsor ufficiale è Unicusano.
| Manica sinistra · Manica sinistra · Maglietta · Maglietta · Manica destra · Manica destra · Pantaloncini · Pantaloncini · Calzettoni · Calzettoni | Manica sinistra · Manica sinistra · Maglietta · Maglietta · Manica destra · Manica destra · Pantaloncini · Pantaloncini · Calzettoni · Calzettoni | Manica sinistra · Manica sinistra · Maglietta · Maglietta · Manica destra · Manica destra · Pantaloncini · Pantaloncini · Calzettoni · Calzettoni |

## Organigramma societario
Dal sito web ufficiale della società.
Area direttiva
- Presidente: Stefano Ranucci

Area tecnica
- Direttore sportivo: Danilo Pagni
- Allenatore: Luigi De Canio, poi Alessandro Calori, poi Fabio Gallo
- Allenatore in seconda: Ezio Brevi, poi Giulio Giacomin, poi Roberto Chiappara
- Collaboratore tecnico: Fabrizio Fabris, Filippo Orlando
- Preparatore atletico: Giovanni Petralla
- Preparatore dei portieri: Fulvio Flavoni
- Match Analyst: Carmine Alessandria

Area sanitaria
- Responsabile: Michele Martella
- Medici sociali: Fabio Muzi, Mariano Crapa
- Massaggiatori: Michele Federici, David Vincioni
- Recupero infortunati: Luca Coletti

## Rosa
Rosa aggiornata al 5 febbraio 2019.
| N. |                     | Ruolo | Calciatore          |
| -- | ------------------- | ----- | ------------------- |
| 1  | Italia (bandiera)   | P     | Antony Iannarilli   |
| 3  | Francia (bandiera)  | D     | Modibo Diakité      |
| 4  | Francia (bandiera)  | C     | Lorenzo Callegari   |
| 5  | Italia (bandiera)   | C     | Giuseppe Vives      |
| 6  | Uruguay (bandiera)  | C     | Walter Lopez        |
| 6  | Italia (bandiera)   | C     | Luca Castiglia      |
| 7  | Italia (bandiera)   | C     | Federico Furlan     |
| 8  | Italia (bandiera)   | C     | Tommaso Pobega      |
| 9  | Croazia (bandiera)  | A     | Karlo Butić         |
| 10 | Italia (bandiera)   | A     | Daniele Vantaggiato |
| 11 | Italia (bandiera)   | A     | Marco Frediani      |
| 12 | Italia (bandiera)   | P     | Tommaso Vitali      |
| 13 | Italia (bandiera)   | D     | Pasquale Fazio      |
| 14 | Honduras (bandiera) | A     | Rigoberto Rivas     |
| 15 | Italia (bandiera)   | D     | Federico Giraudo    |
| 16 | Italia (bandiera)   | A     | Alfredo Bifulco     |

| N. |                     | Ruolo | Calciatore         |
| -- | ------------------- | ----- | ------------------ |
| 17 | Italia (bandiera)   | D     | Federico Mazzarani |
| 18 | Bulgaria (bandiera) | D     | Petko Hristov      |
| 19 | Italia (bandiera)   | A     | Guido Marilungo    |
| 20 | Italia (bandiera)   | D     | Michele Russo      |
| 21 | Italia (bandiera)   | A     | Francesco Nicastro |
| 22 | Italia (bandiera)   | P     | Riccardo Gagno     |
| 23 | Italia (bandiera)   | C     | Daniele Altobelli  |
| 24 | Italia (bandiera)   | A     | Gian Marco Nesta   |
| 25 | Italia (bandiera)   | C     | Marino Defendi     |
| 26 | Italia (bandiera)   | C     | Lorenzo Mennini    |
| 27 | Italia (bandiera)   | D     | Dario Bergamelli   |
| 28 | Italia (bandiera)   | A     | Diego Albadoro     |
| 29 | Italia (bandiera)   | C     | Leonardo Cori      |
| 30 | Italia (bandiera)   | C     | Matteo Filipponi   |
| 31 | Italia (bandiera)   | C     | Fabrizio Paghera   |
| 32 | Italia (bandiera)   | C     | Antonio Palumbo    |

## Risultati

### Serie C - girone B

#### Girone di andata
| Arbitro: | Rutella (Enna) |

|                                      |           |  |
| Hristov 6’ Frediani 62’ Nicastro 82’ | Marcatori |  |

| Arbitro: | Luciani (Roma) |

|  |           |             |
|  | Marcatori | 87’ Salzano |

| Arbitro: | Meraviglia (Pistoia) |

|             |           |                     |
| Diakité 86’ | Marcatori | 54’ And. Caracciolo |

| Pesaro 30 settembre 2018 4ª giornata | Vis Pesaro      | 0 – 0 | Ternana | Stadio Tonino Benelli\| Arbitro: \| Moriconi (Roma) \| |
| Arbitro:                             | Moriconi (Roma) |       |         |                                                        |

| Arbitro: | Nicoletti (Catanzaro) |

|               |           |               |
| Marilungo 58’ | Marcatori | 52’ Simonetti |

| Arbitro: | Annaloro (Collegno) |

|  |           |                          |
|  | Marcatori | 28’ Defendi 79’ Nicastro |

| Arbitro: | Cascone (Nocera Inferiore) |

|               |           |  |
| Marilungo 15’ | Marcatori |  |

| Arbitro: | Sozza (Seregno) |

|              |           |               |
| Petrella 71’ | Marcatori | 29’ Marilungo |

| Terni 6 marzo 2019 9ª giornata | Ternana                  | 0 – 0 | Sambenedettese | Stadio Libero Liberati\| Arbitro: \| Pashuku (Albano Laziale) \| |
| Arbitro:                       | Pashuku (Albano Laziale) |       |                |                                                                  |

| Arbitro: | Camplone (Pescara) |

|              |           |                                              |
| D'Errico 15’ | Marcatori | 21’ Nicastro 35’, 54’ Marilungo 71’ Frediani |

| Arbitro: | Amabile (Vicenza) |

|                                         |           |  |
| Marilungo 29’ Vantaggiato 79’ Lopez 89’ | Marcatori |  |

| Imola 18 novembre 2018 12ª giornata | Imolese            | 0 – 0 | Ternana | Stadio Romeo Galli\| Arbitro: \| Meleleo (Casarano) \| |
| Arbitro:                            | Meleleo (Casarano) |       |         |                                                        |

| Arbitro: | Robilotta (Sala Consilina) |

|            |           |  |
| Burrai 27’ | Marcatori |  |

| Arbitro: | Sozza (Seregno) |

|  |           |                          |
|  | Marcatori | 18’ Giacomelli 79’ Zonta |

| Arbitro: | Paterna (Teramo) |

|                             |           |  |
| Vantaggiato 31’ Defendi 36’ | Marcatori |  |

| Arbitro: | Bitonti (Bologna) |

|                       |           |             |
| Tait 5’ Turchetta 27’ | Marcatori | 76’ Bifulco |

| Arbitro: | D'Ascanio (Ancona) |

|                               |           |                                        |
| Bifulco 24’, 27’ Frediani 55’ | Marcatori | 8’ Palma 34’ (rig.) F. Perna 60’ Rocco |

| Arbitro: | Vigile (Cosenza) |

|                                           |           |                             |
| Trovade 3’ Bresciani 29’ Boccaccini 90+3’ | Marcatori | 45+2’ Marilungo 51’ Bifulco |

| Arbitro: | Colombo (Como) |

|                         |           |                |
| Frediani 30’ Pobega 68’ | Marcatori | 62’ Fiordaliso |

#### Girone di ritorno
| Arbitro: | De Santis (Lecce) |

|                    |           |             |
| Candido 70’ (rig.) | Marcatori | 84’ Diakité |

| Arbitro: | Carella (Bari) |

|  |           |                          |
|  | Marcatori | 90+1’ (rig.) A. Ferrante |

| Arbitro: | Marcenaro (Genova) |

|                                                          |           |                         |
| And. Caracciolo 29’ (rig.) L. Guidetti 40’ Scarsella 58’ | Marcatori | 24’ Marilungo 43’ Lopez |

| Arbitro: | Ayroldi (Molfetta) |

|  |           |                                   |
|  | Marcatori | 2’ Petrucci 78’ (rig.) F. Lazzari |

| Arbitro: | Rutella (Enna) |

|           |           |             |
| Gomez 73’ | Marcatori | 40’ Defendi |

| Arbitro: | Meleleo (Casarano) |

|                 |           |                                |
| Pobega 57’, 90’ | Marcatori | 26’ Grandolfo 46’ (aut.) Fazio |

| Arbitro: | Cudini (Fermo) |

|                        |           |                      |
| Razzitti 5’ Sbaffo 13’ | Marcatori | 28’ (rig.) Marilungo |

| Arbitro: | Gualtieri (Asti) |

|  |           |                                |
|  | Marcatori | 47’ Mensah 74’ (rig.) Granoche |

| Arbitro: | Longo (Paola) |

|                                 |           |  |
| Ilari 7’ Calderini 90+6’ (rig.) | Marcatori |  |

| Arbitro: | Saia (Palermo) |

|  |           |           |
|  | Marcatori | 55’ Negro |

| Arbitro: | Maranesi (Ciampino) |

|             |           |             |
| Espeche 15’ | Marcatori | 42’ Bifulco |

| Arbitro: | Cipriani (Empoli) |

|  |           |                                |
|  | Marcatori | 10’ Gargiulo 20’, 45’ Rossetti |

| Arbitro: | Camplone (Pescara) |

|                 |           |               |
| Vantaggiato 69’ | Marcatori | 45+1’ Bombagi |

| Arbitro: | Robilotta (Sala Consilina) |

|                       |           |                |
| Giacomelli 36’ (rig.) | Marcatori | 60’ A. Palumbo |

| Fermo 7 aprile 2019 34ª giornata | Fermana           | 0 – 0 | Ternana | Stadio Bruno Recchioni\| Arbitro: \| Tremolada (Monza) \| |
| Arbitro:                         | Tremolada (Monza) |       |         |                                                           |

| Arbitro: | G. Miele (Nola) |

|              |           |             |
| Nicastro 65’ | Marcatori | 52’ Lunetta |

| Gorgonzola 20 aprile 2019 36ª giornata | Giana Erminio          | 0 – 0 | Ternana | Stadio Città di Gorgonzola\| Arbitro: \| Marchetti (Ostia Lido) \| |
| Arbitro:                               | Marchetti (Ostia Lido) |       |         |                                                                    |

| Arbitro: | Zufferli (Udine) |

|              |           |  |
| Marilungo 3’ | Marcatori |  |

| Teramo 5 maggio 2019 38ª giornata | Teramo                         | 0 – 0 | Ternana | Stadio Gaetano Bonolis\| Arbitro: \| Lorenzin (Castelfranco Veneto) \| |
| Arbitro:                          | Lorenzin (Castelfranco Veneto) |       |         |                                                                        |

### Coppa Italia

#### Turni elliminatori
| Arbitro: | Camplone (Pescara) |

|                                     |                      |                                  |
| Vantaggiato 27’ (rig.)              | Marcatori            | 13’ La Vigna                     |
| López Vantaggiato Defendi Altobelli | Tiri di rigore 4 – 2 | Mannini Gargiulo Borri Tommasini |

| Arbitro: | Volpi (Arezzo) |

|  |           |                             |
|  | Marcatori | 12’ Vantaggiato 45+1’ Rivas |

| Arbitro: | Calvarese (Teramo) |

|                                                              |           |             |
| Boateng 9’ Berardi 21’ (rig.), 41’ Duncan 27’ Magnanelli 80’ | Marcatori | 72’ Defendi |

### Coppa Italia Serie C
| Arbitro: | Paterna (Teramo) |

|                                    |           |            |
| Polidori 84’ (rig.) Bismark 105+1’ | Marcatori | 4’ Bifulco |

## Statistiche

### Statistiche di squadra
Aggiornate al 12 novembre 2017
| Competizione         | Punti | In casa | In casa | In casa | In casa | In casa | In casa | In trasferta | In trasferta | In trasferta | In trasferta | In trasferta | In trasferta | Totale | Totale | Totale | Totale | Totale | Totale | D.R. |
| Competizione         | Punti | G       | V       | N       | P       | GF      | GS      | G            | V            | N            | P            | GF           | GS           | G      | V      | N      | P      | GF     | GS     | D.R. |
| -------------------- | ----- | ------- | ------- | ------- | ------- | ------- | ------- | ------------ | ------------ | ------------ | ------------ | ------------ | ------------ | ------ | ------ | ------ | ------ | ------ | ------ | ---- |
| Serie C              | 44    | 19      | 6       | 7       | 6       | 21      | 19      | 19           | 3            | 10           | 6            | 18           | 21           | 38     | 9      | 17     | 12     | 39     | 40     | -1   |
| Coppa Italia         | -     | 1       | 0       | 1       | 0       | 1       | 1       | 2            | 1            | 0            | 1            | 3            | 5            | 3      | 1      | 1      | 1      | 4      | 6      | -2   |
| Coppa Italia Serie C | -     | 0       | 0       | 0       | 0       | 0       | 0       | 1            | 0            | 0            | 1            | 1            | 2            | 1      | 0      | 0      | 1      | 1      | 2      | -1   |
| Totale               | 44    | 20      | 6       | 8       | 6       | 22      | 20      | 22           | 4            | 10           | 8            | 22           | 28           | 42     | 10     | 18     | 14     | 44     | 48     | -4   |

### Andamento in campionato
| Giornata  | 1 | 2 | 3 | 4 | 5 | 6 | 7 | 8 | 9 | 10 | 11 | 12 | 13 | 14 | 15 | 16 | 17 | 18 | 19 | 20 | 21 | 22 | 23 | 24 | 25 | 26 | 27 | 28 | 29 | 30 | 31 | 32 | 33 | 34 | 35 | 36 | 37 | 38 |
| --------- | - | - | - | - | - | - | - | - | - | -- | -- | -- | -- | -- | -- | -- | -- | -- | -- | -- | -- | -- | -- | -- | -- | -- | -- | -- | -- | -- | -- | -- | -- | -- | -- | -- | -- | -- |
| Luogo     | C | T | C | T | C | T | C | T | C | C  | T  | C  | T  | C  | T  | C  | T  | C  | T  | C  | T  | T  | C  | T  | T  | C  | C  | T  | C  | T  | C  | T  | C  | T  | C  | T  | C  | T  |
| Risultato | V | V | N | N | N | V | V | N | N | V  | V  | N  | P  | P  | V  | P  | N  | P  | V  | N  | P  | P  | P  | N  | N  | P  | P  | P  | P  | N  | P  | N  | N  | N  | N  | N  | V  | N  |
| Posizione | 1 | 1 | 2 | 3 | 3 | 3 | 4 | 4 | 4 | 4  | 4  | 5  | 5  | 5  | 6  | 6  | 6  | 7  | 7  | 9  | 10 | 11 | 12 | 12 | 13 | 13 | 14 | 14 | 14 | 15 | 15 | 15 | 15 | 15 | 15 | 15 | 11 | 11 |

Legenda:

Luogo: C = Casa; T = Trasferta. Risultato: V = Vittoria; N = Pareggio; P = Sconfitta.